# Jacob Gaón
Jacob Gaón (Vitoria, siglo XV- Tolosa, 1463) fue un recaudador vitoriano de impuestos, muerto por los ciudadanos de Tolosa.

## Biografía
Los Gaón eran una familia judía de Vitoria (actualmente en la comunidad autónoma del País Vasco, España). En el siglo XV varios miembros de la familia se dedicaron a recaudar impuestos para los reyes de Castilla. En 1463, Jacob Gaón se dirigió a Guipúzcoa a cobrar un impuesto llamado pedido y lo reclamó a los habitantes de la villa de Tolosa. Estos le contestaron que estaban exentos de pagarlo, por las disposiciones aprobadas por el rey. Gaón les amenazó, y varios de ellos lo mataron, decapitaron y expusieron su cabeza en lo alto de una picota, como él había puesto a Tolosa en lo alto de su lista de recaudaciones. El rey Enrique IV de Castilla se dirigió a Tolosa a vengar su muerte, pero los autores huyeron de la villa. El rey mandó derribar la casa en la que se había cometido el crimen. No llegó a ejecutar a los autores, ya que antes de atraparlos le llegó una petición de las juntas de Guipúzcoa que le rogaba perdón para los tolosanos, y le exponía los argumentos de estos, y Enrique IV reconoció que estaban exentos del pago.